# Umweltsoziologie
Die Umweltsoziologie ist ein Bereich der Soziologie. Betrachtungsgegenstand ist das Verhältnis der Gesellschaft zur Umwelt.
Dabei werden insbesondere gesellschaftliche Eingriffe in die Natur, und wie die Folgen dieser Eingriffe in der Gesellschaft wahrgenommen und kommuniziert werden, untersucht. Sie ist eine so genannte Bindestrichsoziologie, das heißt an den Hochschulen, trotz ihres allgemeinen Ansatzes, meist eine „Spezielle Soziologie“.

## Allgemeines
Besonderes Augenmerk der Umweltsoziologie liegt demnach auf dem Verhältnis von Natur und Gesellschaft. Es lassen sich zwei theoretische Richtungen unterscheiden:
1. Dualismus von Natur und Gesellschaft – die Natur ist die Umwelt der Gesellschaft, und diese entwickelt sich weitgehend endogen, also von der Natur unabhängig (viele Modernisierungstheorien)
2. Die Gesellschaft ist auf die Natur angewiesen und Natur von Gesellschaft nicht zu trennen. Die Gesellschaft ist nicht nur auf Vor- und Nachleistungsprozesse der Natur angewiesen (ökologische Modernisierung, Leitbild der nachhaltigen Entwicklung), sondern schafft und verändert gesellschaftliche Naturverhältnisse und die Natur.

## Theorieansätze
Es lassen sich folgende theoretische Stränge der Umweltsoziologie unterscheiden:
1. Modernisierungstheoretische Ansätze – vergleiche dazu Ulrich Becks Risikogesellschaft. Die Globalisierung von Risiken binde Gesellschaft und Natur zusammen und hebe Ungleichheiten auf.
2. Technologieorientierte Ansätze wie die Ökologische Modernisierung nach Joseph Huber, Martin Jänicke, Ernst Ulrich von Weizsäcker u. a., die darauf abzielen, die Umweltproduktivität durch Effizienzsteigerungen sowie neue Technologien und veränderte Alltagspraktiken zu erhöhen.
3. Systemtheoretische Ansätze – hierzu zählen die Theorie sozialer Systeme von Niklas Luhmann (v. a. sein Werk Ökologische Kommunikation, wonach Natur als Umwelt soziale Systeme „störe“; wichtig ist hier v. a. der „Resonanz“-Begriff, d. h. der Grad, in dem soziale Systeme von der Umwelt ausgelöste Irritation nach Systemmaßgabe bearbeiten könnten, ohne dass vorhergesagt werden könne, ob zu viel oder zu wenig Resonanz entstehe).
4. Interdisziplinäre Ansätze und Konzepte aus der Wissenschafts- und Technikforschung, die mit dem modernen Dualismus von Natur und Kultur brechen und „relationale“ oder „hybride“ Gesellschaftskonzeptionen entwickeln. Hier sind insbesondere die Akteur-Netzwerk-Theorie und die Arbeiten von Bruno Latour zu nenne, die der Umweltsoziologie wichtige theoretische Impulse verschafft haben.
5. Ein an den Gender Studies orientierter, gleichwohl interdisziplinärer, Ansatz: Fragestellungen dieses Ansatzes beschäftigen sich mit Geschlechterverhältnissen und Nachhaltigkeit, sie betonen die verschiedenen Auswirkungen von Umweltzerstörung auf die Lebensverhältnisse der Geschlechter. Geschlechtshierarchien, soziale Kämpfe von Umweltbewegungen im Kontext von geschlechtlicher Benachteiligung, Positionierung und Abgrenzung gegenüber einer westlich verordneten Weltfrauensolidarität, die Forderungen internationaler Frauennetzwerke und ganz allgemein Ideen für einen „geschlechtergerechten Umbau weltwirtschaftlicher und globalökologischer Anliegen“ spielen eine Rolle.[2]
6. Marxistisch orientierte Ansätze, die teils mit Rückgriff auf den dialektischen Materialismus argumentieren, analysieren die sozialen wie ökonomischen Strukturen einer Gesellschaft in Naturzusammenhängen. Menschliche Arbeit wird als notwendiger Stoffwechselprozess des Menschen mit der Natur definiert und damit zur alles begründenden Wirklichkeit.[3] Die marxistische Umweltsoziologie untersucht, wie umweltzerstörende und soziale Nachteile der kapitalistischen Produktionsweise durch gesellschaftliche Veränderungen zu überwinden sind.

## Praktische Ansätze
Die Umweltsoziologie beschäftigt sich vor allem mit folgenden Anwendungsbereichen:
1. Umwelteinstellungen: Auf welchen Werten basieren Einstellungen zur Umwelt und zur Natur und in welchen Kontexten und wie überhaupt werden diese Einstellungen verhaltensrelevant?
2. Umweltverhalten: Wie und aus welchen Einstellungen heraus verhalten sich Menschen umweltverantwortlich/umweltgerecht? Es wird hier vom „langen Weg vom Kopf zur Hand“ gesprochen, also dem Phänomen, dass hohes Umweltbewusstsein nicht zu konsequent umweltgerechtem Handeln führt.
3. Beobachtung von gesellschaftlichen Diskursen: Wie verändert sich die Gesellschaft unter dem Einfluss von Umwelt- und Naturdiskursen (z. B. durch soziale Bewegungen wie die Ökologiebewegung der 70er und 80er Jahre oder durch das Leitbild der nachhaltigen Entwicklung)?
4. Risikosoziologie: Wie nehmen Menschen Umweltrisiken wahr und wie reagieren sie darauf und wie werden Risiken international unterschiedlich kommuniziert (z. B. Waldsterben, das in Deutschland als hohes Risiko und in Frankreich als geringes eingeschätzt und kommuniziert wurde)?

### Einführung
- Marco Sonnberger, Alena Bleicher, Matthias Groß (Hrsg.): Handbuch Umweltsoziologie. 2., vollkommen überarbeitete und erweiterte Auflage. Springer VS, Wiesbaden 2023. Online unter: https://link.springer.com/referencework/10.1007/978-3-658-37222-4
- Cordula Kropp, Marco Sonnberger: Umweltsoziologie. Nomos, Baden-Baden 2021.
- Karl-Werner Brand: Umweltsoziologie: Entwicklungslinien, Basiskonzepte und Erklärungsmodelle. Beltz-Juventa, Weinheim 2014.
- Andreas Diekmann, Peter Preisendörfer: Umweltsoziologie: Eine Einführung. Rowohlt, Reinbek 2001.
- Riley E. Dunlap, Frederick H. Buttel, Peter Dickens, August Gijswit (Hrsg.):  Sociological Theory and the Environment. Rowman & Littlefield, Lanham, MD 2002.
- David Goldblatt: Social Theory and the Environment. Polity Press, Oxford 1996.
- Matthias Groß, Harald Heinrichs (Hrsg.): Environmental Sociology: European Perspectives and Interdisciplinary Challenges. Springer, Dordrecht 2010.
- Matthias Groß (Hrsg.): Handbuch Umweltsoziologie. Wiesbaden 2011.
- Joseph Huber: Allgemeine Umweltsoziologie. 2., komplett überarbeitete Auflage. VS Verlag, Wiesbaden 2011.
- Arthur P. J. Mol: Globalization and Environmental Reform. The Ecological Modernization of the Global Economy. MIT Press, Cambridge, MA 2001.
- Steven Yearley: Cultures of Environmentalism: Empirical Studies in Environmental Sociology. Palgrave Macmillan, Houndmills 2005.

### Klassiker
- Walter L. Bühl: Ökologische Knappheit: Gesellschaftliche und technologische Bedingungen ihrer Bewältigung. Vandenhoeck & Ruprecht, Göttingen 1981.
- Karl-Heinz Hillmann: Umweltkrise und Wertwandel. Königshausen & Neumann, Würzburg 1981.
- Joseph Huber: Die verlorene Unschuld der Ökologie: Neue Technologien und superindustrielle Entwicklung. Fischer, Frankfurt am Main 1982.
- Bruno Latour: Das Parlament der Dinge. Für eine politische Ökologie. Suhrkamp, Frankfurt am Main 2001.
- Niklas Luhmann: Ökologische Kommunikation. VS, Wiesbaden 1986.
- Joachim Radkau: Natur und Macht. Eine Weltgeschichte der Umwelt. Beck, München 2000, ISBN 3-406-48655-X.

### Geschichte
- Matthias Groß: Die Natur der Gesellschaft. Eine Geschichte der Umweltsoziologie. Juventa Verlag, Weinheim 2001.
- Ross E. Mitchell (Hrsg.): Thorstein Veblen's Contribution to Environmental Sociology. Essays in the Political Ecology of Wasteful Industrialism. Mellen Press, Lewiston, NY 2007.

### Praktische Anwendung
- Manuel Eisner, Nicole Graf, Peter Moser: Risikodiskurse. Die Dynamik öffentlicher Debatten über Umwelt- und Risikoprobleme in der Schweiz. Seismo, 2003.
- Jürgen Hampel, Ortwin Renn (Hrsg.): Gentechnik in der Öffentlichkeit. Campus, Frankfurt am Main 2001.
- Karl-Heinz Hillmann: Überlebensgesellschaft. Von der Endzeitgefahr zur Zukunftssicherung. Eine Übersichtsstudie zur Umweltkrise. Carolus Verlag e.K., 1998.
- Wolfgang Zierhofer: Umweltforschung und Öffentlichkeit. Das Waldsterben und die kommunikativen Leistungen von Wissenschaft und Massenmedien. Westdeutscher Verlag, Wiesbaden 1998.

### Interdisziplinäre Zugänge, wichtige Impulse
- Egon Becker, Thomas Jahn (Hrsg.): Soziale Ökologie. Grundzüge einer Wissenschaft von den gesellschaftlichen Naturverhältnissen. Campus, Frankfurt am Main 2006, ISBN 3-593-37993-7.
- Gernot Böhme: Natürlich Natur. Über Natur im Zeitalter ihrer technischen Reproduzierbarkeit. Suhrkamp, Frankfurt am Main 1992
- Karl-Heinz Hillmann: Umweltkrise und Wertwandel. Königshausen & Neumann, Würzburg 1981.
- Bruno Latour: Das Parlament der Dinge. Für eine politische Ökologie. Suhrkamp, Frankfurt am Main 2001.
- Niklas Luhmann: Ökologische Kommunikation. VS-Verlag für Sozialwissenschaften, Wiesbaden 1986.
- Johannes Dingler: Postmoderne und Nachhaltigkeit. Eine diskurstheoretische Analyse der sozialen Konstruktionen von nachhaltiger Entwicklung. Ökom Verlag, 2003.
- Tim Forsyth: Critical Political Ecology. The Politics of Environmental Science. Routledge, 2003.
- Donna J. Haraway: Simians, Cyborgs, and Women. The Reinvention of Nature. Free Association Books, 1991.
- Markus Holzinger: Natur als sozialer Akteur. Realismus und Konstruktivismus in der Wissenschafts- und Gesellschaftstheorie. Opladen 2004.
- Michel Serres, Der Naturvertrag. Suhrkamp, Frankfurt am Main 1991.
- Steven Yearley: Sociology, Environmentalism, Globalization. Sage, 1996.

### Aktuelle Diskussion neuerer Ansätze, Sekundärliteratur
- Martin Voss, Birgit Peuker: Verschwindet die Natur? Die Akteur-Netzwerk-Theorie in der umweltsoziologischen Diskussion. Transcript, 2006. Einleitung (PDF; 117 kB).
- Rainer Schoenen, Halim Yanikomeroglu: User in the loop: Spatial and Temporal Demand Shaping for Sustainable Wireless Networks. In: IEEE Communications Magazine. Februar 2014.

## Belege
1. ↑  Interview mit Prof. Dr. Matthias Groß zu aktuellen umweltsoziologischen Fragestellungen, Ulrich Becks Risikogesellschaft im Lichte von Tschernobyl und Niklas Luhmanns Theorie der „ökologischen Kommunikation“. Abgerufen am 16. November 2020.
2. ↑  Sabine Hofmeister, Christine Katz: Naturverhältnisse, Geschlechterverhältnisse, Nachhaltigkeit. In: Matthias Groß (Hrsg.): Handbuch Umweltsoziologie. Wiesbaden 2011, S. 365–398.
3. ↑  Arno Anzenbacher: Einführung in die Philosophie. Verlag Herder, Freiburg 2002, ISBN 3-451-27851-0, S. 170.